# Lixin Ri
Der Lixin Ri (chinesisch 立新峰; englisch Lixin Peak; frühere Namen: Kellas Rock Peak und Peak 7071) ist ein 7078 m (nach anderen Quellen 7113 m) hoher Berg im Himalaya im Kreis Dingri des Regierungsbezirks Shigatse im Autonomen Gebiet Tibet der Volksrepublik China.
Der Lixin Ri befindet sich 13,7 km nördlich vom Mount Everest. Das untere Ende des Östlichen Rongpugletschers befindet sich an seiner Südflanke. Der Nebengipfel Lixin Ri II (6869 m ⊙) liegt 1,44 km weiter östlich. Der Khartachangri (7093 m) erhebt sich im Osten in einer Entfernung von 5,88 km.
Der Berg wurde 1921 oder 1922 erstbestiegen.

Dem Berg wurde damals zu Ehren des verstorbenen Alpinisten Alexander Mitchell Kellas der Name Kellas Rock Peak gegeben.
Die Zweitbesteigung gelang Eric Shipton, Edmund Wigram und Bill Tilman im Rahmen der britischen Erkundungsexpedition von 1935.